# Kōji Kobayashi (Boxer)
Kōji Kobayashi (jap. 小林 光二, Kobayashi Kōji; * 27. August 1957 in Katsushika, Japan) ist ein ehemaliger japanischer Boxer im Fliegengewicht.

## Profikarriere

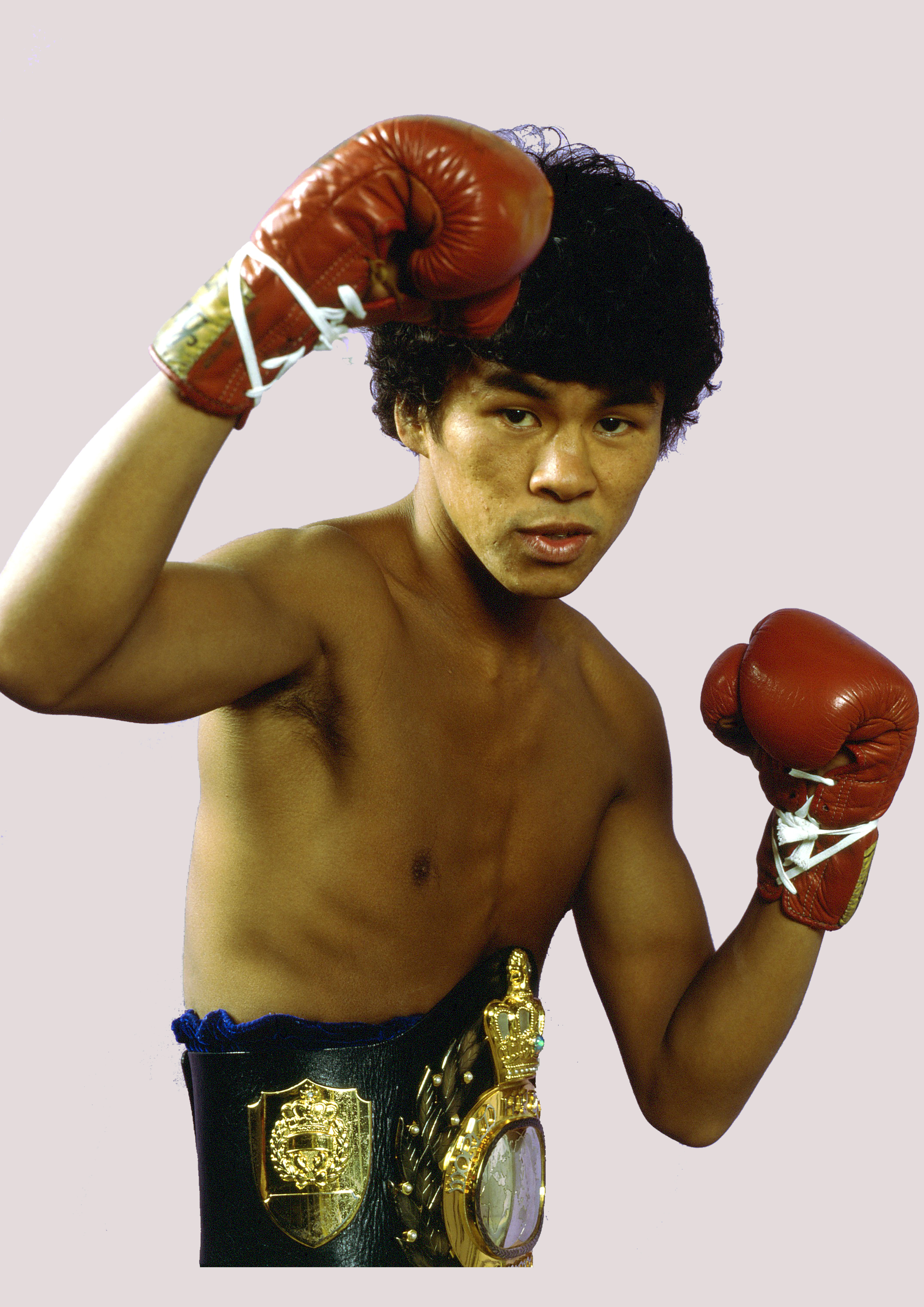
Koji Kobayashi

Im Jahre 1978 begann er erfolgreich seine Profikarriere. Am 18. Januar 1984 boxte er gegen Frank Cedeno um die WBC-Weltmeisterschaft und gewann durch technischen K.o. in Runde 2. Diesen Gürtel verlor er allerdings bereits in seiner ersten Titelverteidigung an Gabriel Bernal im April desselben Jahres durch Knockout.
Im Jahre 1985 beendete er seine Karriere.